# Женская сборная Украины по хоккею с шайбой
Женская сборная Украины по хоккею с шайбой — женская национальная сборная команда мастеров по хоккею с шайбой. Представляет Украину на международных турнирах по хоккею с шайбой и товарищеских встречах. Организацию, управление и контроль обеспечивает Федерация хоккея Украины. После участия в чемпионате Европы среди женских команд 1995 года была расформирована и восстановлена в 2017 году.
Выступления на чемпионатах мира:
- 2019 — 1-е место (дивизион IIB, квалификация). Украина одержала победу во всех четырех матчах своего дебютного чемпионата мира и поднялась в дивизион IIB
- 2020 — 6 место (дивизион IIB). Украина уступила во всех пяти играх (из них в трех — в основное время) и опустилась в дивизион IIIA
- 2021 — Соревнования в дивизионе были отменены из-за пандемии коронавируса
- 2022 — Украина снялась с чемпионата из-за войны
- 2023 — 2-е место (дивизион IIIA) Украина одержала победу в четырех матчах своей группы, но проиграла в решающей игре Гонконгу и не смогла повыситься в классе
- 2024 — 1-е место (дивизион IIIA). Украина заняла первое место в своем дивизионе и квалифицировалась для участия в дивизионе IIB

## История

### 1992−1995
Женская сборная Украины по хоккею с шайбой была сформирована во времена руководства Федерацией хоккея Украины Анатолием Николаевичем Хорозовым. Тренером команды был назначен Михаил Воробьёв, его земляк Валерий Пономаренко и Дмитрий Думаревский стали помощниками. Основу сборной составили девушки из Харькова, которых в начале 1990 года собрал под знаменами спортивного общества «Динамо» Алексей Георгиевич Слащёв. Набирали девушек из разных видов спорта: конькобежного, шорт-трека, фигурного катания, лыжного спорта. Тренером только что созданной команды был назначен Дмитрий Викторович Думаревский, тренировавший в те годы динамовскую молодежь. Позже, согласно веяниям того времени клуб был переименован в «Метаву» по имени своего спонсора — брокерской компании. На год позже женский хоккей пришёл в столицу — женскую хоккейную команду взял под своё крыло Киевский государственный институт физической культуры. Первый международный опыт харьковчанки получили в домашнем матче с хоккеистками созданного также весной 1990 года Улдисом Опитсом, Андреем Закисом и Марикой Нагумановой рижского женского хоккейного клуба «Лайма», для которых это был тоже первый серьёзный опыт. Латвийские спортсменки под руководством тандема тренеров Улдиса Опитса и Андрея Закиса встречались время от времени с эстонскими хоккеистками, однако, эстонская команда не просуществовала достаточно долго. Спаренный матч между женской командой «Динамо» и ХК «Лайма» закончился с общим перевесом гостей (2:2, 1:4). В одной из игр спортсменки отличились, устроив на площадке драку в формате 5х5. Позже соперницы провели ещё три встречи в Риге. Общий итог этих встреч — ничья. В конце апреля 1992 года харьковская команда представляла Украину на международном Пасхальном турнире, проходившем в Риге (Латвия). Кроме украинских и латвийских спортсменок, в турнире приняли участие 4 немецкие команды. Победителем турнюра стала команда «TUS Geretsried», обыгравшая в финале хозяек турнира.
Через 2 месяца, в конце июня, хоккеистки «Метавы» представляли Украину на первом международном турнире «Белые ночи» в Санкт-Петербурге (Россия), где кроме украинок и местной команды «Тройка», составленной из хоккеисток игравших за различные любительские мужские команды города, приняли участие представлявшие Латвию хоккеистки ЖХК «Лайма», а также две американские команды: «Ambassadors» и «New England». Команда смогла переиграть хозяев 6:1. Осенью по договорённости с латвийской стороной были проведены ещё несколько товарищеских матчей в Харькове, РигеЮрмале. В Риге был организован международный турнир с участием украинской и латвийской команды, а также созданной в августе в Екатеринбурге на базе ЖХК «Локомотив» (хоккей с мячом) команды «Ведьмы Урала» под руководством Альберта Фёдорова, сумевшая обыграть своих более опытных соперниц.
| Состав женской сборной России-Латвии-Украины | Состав женской сборной России-Латвии-Украины | Состав женской сборной России-Латвии-Украины | Состав женской сборной России-Латвии-Украины |
| П                                            | Страна                                       | Город                                        | Игрок                                        |
| -------------------------------------------- | -------------------------------------------- | -------------------------------------------- | -------------------------------------------- |
| В                                            | Латвия                                       | Рига                                         | Лолита Андришевска                           |
| З                                            | Латвия                                       | Рига                                         | Айя Балоде                                   |
| Н                                            | Украина                                      | Харьков                                      | Татьяна Березняк                             |
| З                                            | Украина                                      | Харьков                                      | Елена Вансович                               |
| Н                                            | Украина                                      | Харьков                                      | Инна Вансович                                |
| В                                            | Россия                                       | Екатеринбург                                 | Ирина Вотинцева                              |
| З                                            | Латвия                                       | Рига                                         | Инесса Геца                                  |
| З                                            | Украина                                      | Харьков                                      | Надежда Глущенко                             |
|                                              | Россия                                       | Санкт-Петербург                              | Татьяна Денисова                             |
| Н                                            | Латвия                                       | Рига                                         | Линда Калнина                                |
| Н                                            | Украина                                      | Харьков                                      | Татьяна Кононенко                            |
| Н                                            | Латвия                                       | Рига                                         | Байба Лиепина                                |
|                                              | Россия                                       | Екатеринбург                                 | Елена Малышева                               |
|                                              | Россия                                       | Екатеринбург                                 | Татьяна Пузырёва                             |
| З                                            | Латвия                                       | Рига                                         | Айя Сакне                                    |
|                                              | Россия                                       | Екатеринбург                                 | Наталья Сенникова                            |
|                                              | Россия                                       | Екатеринбург                                 | Ольга Совкова                                |
|                                              | Россия                                       | Екатеринбург                                 | Нина Трубина                                 |
| Н                                            | Россия                                       | Санкт-Петербург                              | Татьяна Царёва                               |
|                                              | Россия                                       | Екатеринбург                                 | Татьяна Шеянова                              |

С 3 по 8 января 1993 года в Санкт-Петербурге прошёл очередной международный рождественский турнир, где вновь встретились команды представлявшие Украину, Латвию и Россию. Компанию им составили приглашённые команды из США («Taft School») и Германии («GSK-Mers»). После турнира американская делегация пригласила девушек провести в феврале ряд выставочных матчей в США и Канаде. График турне предусматривал проведение 13 матчей за две недели в различных городах: Бостоне, Нью-Йорке, Монреале, Оттаве. Костяк объединённой команды «Россия-Латвия-Украина» составили 10 россиянок. В состав вошли шесть латвийских хоккеисток и пять украинских (сестры Инна и Елена Вансович, Татьяна Кононенко, Татьяна Березняк и Надежда Глущенко). Возглавил команду российский тренер Альберт Фёдоров. Соперницами девушек стали хоккейные команды различных колледжей, сопоставимые по мастерству с объединённой постсоветской командой. Команда выиграла шесть встреч, четыре свела вничью, и уступила в трёх. Сформированная таким образом команда заложила основу российской национальной сборной.
| Состав женской сборной Украины по хоккею с шайбой в квалификационном турнире Чемпионата Европы 1993 | Состав женской сборной Украины по хоккею с шайбой в квалификационном турнире Чемпионата Европы 1993 | Состав женской сборной Украины по хоккею с шайбой в квалификационном турнире Чемпионата Европы 1993 |
| П                                                                                                   | Игрок                                                                                               | Дата рожд.                                                                                          |
| --------------------------------------------------------------------------------------------------- | --------------------------------------------------------------------------------------------------- | --------------------------------------------------------------------------------------------------- |
| | Ольга Анисимова                                                                                     | 24.10.1975                                                                                          |
| | Лина Баня                                                                                           | 04.01.1974                                                                                          |
| Н                                                                                                   | Татьяна Березняк                                                                                    | |
| З                                                                                                   | Елена Вансович                                                                                      | 22.12.1972                                                                                          |
| Н                                                                                                   | Инна Вансович                                                                                       | 22.12.1972                                                                                          |
| З                                                                                                   | Валентина Великород                                                                                 | 17.09.1969                                                                                          |
| Н                                                                                                   | Ольга Виноградова                                                                                   | 16.04.1975                                                                                          |
| З                                                                                                   | Надежда Глущенко                                                                                    | 25.11.1975                                                                                          |
| З                                                                                                   | Ирина Диденко                                                                                       | |
| В                                                                                                   | Наталья Капинос                                                                                     | 05.03.1972                                                                                          |
| | Виктория Капустина                                                                                  | 03.08.1972                                                                                          |
| Н                                                                                                   | Татьяна Кононенко                                                                                   | 30.12.1973                                                                                          |
| | Виктория Лемешенко                                                                                  | 15.04.1975                                                                                          |
| | Наталья Пасько                                                                                      | |

Впервые команда собралась весной 1992 года. На денежные средства, которые выделило Министерство молодёжи и спорта Украины, команда провела «земляной» сбор, а также два сбора на льду, в Киеве и Харькове. Свой первый официальный матч сборная Украины, составленная исключительно из харьковских хоккеисток, выступая в форме киевского «Сокола» провела 1 ноября 1992 года, обыграв команду Латвии в Риге со счётом 3:0 в первом матче квалификационного турнира группы B чемпионата Европы среди женских команд 1993 года. Квалификационный турнир проводился в связи с увеличением количества заявок на участие в чемпионате Европы среди женских команд 1993 года до 13-ти. Формат чемпионата предусматривал проведение игр в двух группах — группе A, в которой играли 6 сильнейших команд Европы, и группу B, которую сформировали 4 более слабые команды и 3 новичка — Италия, Латвия и Украина. Для отсева слабейшей команды был предусмотрен квалификационный турнир, участие в котором приняли команды Латвии и Украины. Турнир проводился до 2-х побед. После поражения в Риге, латвийская команда в ответной встрече в Киеве вырвала победу в овертайме со счётом 2:1. Украинки всё же выиграли квалификацию, победив в последнем матче — 2:0. Однако, позже, уже после проведения квалификационных матчей, в связи с тем, что Нидерланды и Италия отозвали свои заявки на участие, обе постсоветские сборные были допущены к основным соревнованиям.
| Состав женской сборной Украины по хоккею с шайбой на Чемпионате Европы 1995. Группа B | Состав женской сборной Украины по хоккею с шайбой на Чемпионате Европы 1995. Группа B | Состав женской сборной Украины по хоккею с шайбой на Чемпионате Европы 1995. Группа B | Состав женской сборной Украины по хоккею с шайбой на Чемпионате Европы 1995. Группа B |
| П                                                                                     | Игрок                                                                                 | Дата рожд.                                                                            | Клуб                                                                                  |
| ------------------------------------------------------------------------------------- | ------------------------------------------------------------------------------------- | ------------------------------------------------------------------------------------- | ------------------------------------------------------------------------------------- |
|                                                                                       | Лина Баня                                                                             | 04.01.1974                                                                            | «Динамо» (Харьков)                                                                    |
|                                                                                       | Анна Вайнштейн                                                                        | 26.05.1979                                                                            | «Динамо» (Харьков)                                                                    |
| З                                                                                     | Елена Вансович                                                                        | 22.12.1972                                                                            | «Динамо» (Харьков)                                                                    |
| Н                                                                                     | Инна Вансович                                                                         | 22.12.1972                                                                            | «Динамо» (Харьков)                                                                    |
| З                                                                                     | Валентина Великород                                                                   | 17.09.1969                                                                            | «Динамо» (Харьков)                                                                    |
| Н                                                                                     | Ольга Виноградова                                                                     | 16.04.1975                                                                            | «Динамо» (Харьков)                                                                    |
|                                                                                       | Инна Гирло                                                                            | 27.06.1970                                                                            | «Динамо» (Харьков)                                                                    |
| З                                                                                     | Надежда Глущенко                                                                      | 25.11.1975                                                                            | «Динамо» (Харьков)                                                                    |
| З                                                                                     | Ирина Диденко                                                                         |                                                                                       | «Динамо» (Харьков)                                                                    |
|                                                                                       | Наталья Донченко                                                                      |                                                                                       | «Сокол» (Киев)                                                                        |
|                                                                                       | Наталья Зиневич                                                                       | 07.09.1976                                                                            | «Сокол» (Киев)                                                                        |
|                                                                                       | Галина Зонова                                                                         | 12.09.1961                                                                            | «Сокол» (Киев)                                                                        |
|                                                                                       | Виктория Капустина                                                                    | 03.08.1972                                                                            | «Динамо» (Харьков)                                                                    |
| Н                                                                                     | Татьяна Кононенко                                                                     | 30.12.1973                                                                            | «Динамо» (Харьков)                                                                    |
|                                                                                       | Виктория Лемешенко                                                                    | 15.04.1975                                                                            | «Динамо» (Харьков)                                                                    |
| Н                                                                                     | Анастасия Макренская                                                                  | 08.09.1979                                                                            | «Динамо» (Харьков)                                                                    |
|                                                                                       | Елена Миготина                                                                        | 11.07.1972                                                                            | «Сокол» (Киев)                                                                        |
|                                                                                       | Майя Михайлович                                                                       | 20.05.1969                                                                            | «Сокол» (Киев)                                                                        |
|                                                                                       | Наталья Петренко                                                                      | 29.10.1973                                                                            | «Сокол» (Киев)                                                                        |
|                                                                                       | Алла Рябовол                                                                          | 14.11.1976                                                                            | «Сокол» (Киев)                                                                        |
| Н                                                                                     | Наталья Стус                                                                          | 27.12.1974                                                                            | «Динамо» (Харьков)                                                                    |

Накануне чемпионата Европы в Киеве были сыграны две товарищеские встречи с командой Франции. Обе встречи украинки проиграли (0:2, 1:3).
После отказа Франции принять игры чемпионата Европы в группе B, турнир, во многом благодаря авторитету Хорозова, удалось провести в Киеве. Игры прошли на льду детско-юношеского учебно-спортивного комплекса профсоюзов «Авангард». Команда Украины заняла последнее место, проиграв 3 матча и переиграв лишь знакомую им по квалификации команду Латвии, ставшую впоследствии победителем этого турнира.
В октябре 1994 года команда выступила на международном турнире в Москве (Россия) вместе с командами Финляндии, России и Латвии. Украинки проиграли все 3 встречи, потерпев в одной из них самое сокрушительное в своей истории поражение — 0:31 от действующего бронзового призёра чемпионата мира — команды Финляндии.
До прекращения своего существования в 1995 году команда выступила ещё на одном чемпионате Европы и заняла там последнее место, проиграв всё 4 матча. После турнира из-за недостаточного финансирования ФХУ женская команда была расформирована. Её место на чемпионате Европы 1996 года занял дебютант турнира женская сборная Казахстана.
 Выступления 
На зимних Олимпийских Играх женская сборная Украины 1992−1995 годов не выступала.
Чемпионат Европы среди женских команд
- 1993 — 11-е место (5-е место в группе B)
- 1995 — 14-е место (8-е место в группе B)

Международные турниры
- 1994 — «Кубок Москвы»[7] — 4-е место

| Игры женской сборной Украины по хоккею с шайбой | Игры женской сборной Украины по хоккею с шайбой | Игры женской сборной Украины по хоккею с шайбой | Игры женской сборной Украины по хоккею с шайбой | Игры женской сборной Украины по хоккею с шайбой | Игры женской сборной Украины по хоккею с шайбой | Игры женской сборной Украины по хоккею с шайбой |
| №                                               | Дата                                            | Соперник                                        | Счёт                                            | Дом./ Гост.                                     | Место                                           | Турнир                                          |
| ----------------------------------------------- | ----------------------------------------------- | ----------------------------------------------- | ----------------------------------------------- | ----------------------------------------------- | ----------------------------------------------- | ----------------------------------------------- |
| 1                                               | 01.11.1992                                      | Латвия                                          | 3:0                                             | г.                                              | Латвия, Рига                                    | Квалификация Чемпионата Европы 1993             |
| 2                                               | 07.11.1992                                      | Латвия                                          | 1:2 ОТ                                          | д.                                              | Украина, Киев, «Авангард»                       | Квалификация Чемпионата Европы 1993             |
| 3                                               | 08.11.1992                                      | Латвия                                          | 2:0                                             | д.                                              | Украина, Киев, «Авангард»                       | Квалификация Чемпионата Европы 1993             |
| 4                                               | 17.03.1993                                      | Франция                                         | 0:2                                             | д.                                              | Украина, Киев, «Авангард»                       | Товарищеский матч                               |
| 5                                               | 18.03.1993                                      | Франция                                         | 1:3                                             | д.                                              | Украина, Киев, «Авангард»                       | Товарищеский матч                               |
| 6                                               | 22.03.1993                                      | Чехия                                           | 0:3                                             | д.                                              | Украина, Киев, «Авангард»                       | Группа B Чемпионата Европы 1993                 |
| 7                                               | 23.03.1993                                      | Великобритания                                  | 0:1                                             | д.                                              | Украина, Киев, «Авангард»                       | Группа B Чемпионата Европы 1993                 |
| 8                                               | 25.03.1993                                      | Латвия                                          | 1:0                                             | д.                                              | Украина, Киев, «Авангард»                       | Группа B Чемпионата Европы 1993                 |
| 9                                               | 27.03.1993                                      | Франция                                         | 0:1                                             | д.                                              | Украина, Киев, «Авангард»                       | Группа B Чемпионата Европы 1993                 |
| 10                                              | 07.10.1994                                      | Финляндия                                       | 0:31                                            | н.                                              | Россия, Москва, Ледовый дворец ЦСКА             | Международный турнир «Кубок Москвы»             |
| 11                                              | 08.10.1994                                      | Россия                                          | 1:7                                             | г.                                              | Россия, Москва, Ледовый дворец ЦСКА             | Международный турнир «Кубок Москвы»             |
| 12                                              | 09.10.1994                                      | Латвия                                          | 1:8                                             | н.                                              | Россия, Москва, Ледовый дворец ЦСКА             | Международный турнир «Кубок Москвы»             |
| 13                                              | 27.03.1995                                      | Франция                                         | 1:7                                             | н.                                              | Дания, Эсбьерг, «Granly Hockey Arena»           | Группа B Чемпионата Европы 1995                 |
| 14                                              | 28.03.1995                                      | Чехия                                           | 1:7                                             | н.                                              | Дания, Эсбьерг, «Granly Hockey Arena»           | Группа B Чемпионата Европы 1995                 |
| 15                                              | 30.03.1995                                      | Россия                                          | 0:14                                            | н.                                              | Дания, Эсбьерг, «Granly Hockey Arena»           | Группа B Чемпионата Европы 1995                 |
| 16                                              | 31.03.1995                                      | Великобритания                                  | 0:2                                             | н.                                              | Дания, Эсбьерг, «Granly Hockey Arena»           | Группа B Чемпионата Европы 1995                 |
| Итого:                                          | Итого:                                          | 16 игр                                          | +3 =0 −13 (1 ОТ); голы 12:88 (−76)              | +3 =0 −13 (1 ОТ); голы 12:88 (−76)              | +3 =0 −13 (1 ОТ); голы 12:88 (−76)              | +3 =0 −13 (1 ОТ); голы 12:88 (−76)              |

### Новая история
2016 год стал новой вехой в истории украинского женского хоккея с шайбой. 9 декабря 2015 года состоялся первый в истории женского украинского хоккея матч между женскими командами. В товарищеской игре, состоявшейся в киевском Дворце спорта и приуроченной к 55-летию со дня его открытия встретились основанные в том же 2015-м году ЖХК «Украиночка» и ЖХК «Днепровские Белки» (8:7). Встреча стала первой в серии из 4-х показательных игр. Следующие две игры прошли 26-27 февраля 2016 года в Днепропетровске и завершились разгромными победами хозяек (12:5 и 9:2). Четвёртая встреча состоялась 13 марта в Кременчуге, и закончилась рзгромным реваншем киевлянок (16:6). Вскоре в Киеве инициативная группа во главе с президентом ЖХК «Украиночка» Надеждой Бобошко и капитаном команды Юлией Артемьевой встретилась с президентом ФХУ Анатолием Брезвиным, на которой поднимались вопросы развития хоккея с шайбой среди женщин, а также проведение первого чемпионата Украины среди женских команд. 18 марта 2016 года состоялось заседание исполкома федерации, на котором присутствовали представители инициативной группы. На заседании исполкома было принято приницпиальное решение про учреждение комитета женского хоккея как структуры Федерации хоккея Украины. Также было принято решение об организации и проведении чемпионата Украины среди женских команд в сезоне 2016/2017.
Комитет женского хоккея возглавила Юлия Артемьева. В короткие сроки для участия в первом чемпионате Украины среди женских команд были организованы 4 команды: к вышупомянутым представителям Киева и Днепропетровска присоединились команды Кременчуга (ЖХК «Лавина»), а затем и Харькова (ЖХК «Пантеры»). В последний момент к участникам присоединились будущие победители первого национального чемпионата днепропетровские «Королевы Днепра».
| Состав женской сборной клубов Украины на товарищескую встречу с женской сборной клубов Турции | Состав женской сборной клубов Украины на товарищескую встречу с женской сборной клубов Турции | Состав женской сборной клубов Украины на товарищескую встречу с женской сборной клубов Турции | Состав женской сборной клубов Украины на товарищескую встречу с женской сборной клубов Турции | Состав женской сборной клубов Украины на товарищескую встречу с женской сборной клубов Турции | Состав женской сборной клубов Украины на товарищескую встречу с женской сборной клубов Турции |
| П                                                                                             | Игрок                                                                                         | Дата рожд.                                                                                    | Ш                                                                                             | П                                                                                             | Клуб                                                                                          |
| --------------------------------------------------------------------------------------------- | --------------------------------------------------------------------------------------------- | --------------------------------------------------------------------------------------------- | --------------------------------------------------------------------------------------------- | --------------------------------------------------------------------------------------------- | --------------------------------------------------------------------------------------------- |
| В                                                                                             | Наталья Козачук                                                                               | 07.09.1997                                                                                    |                                                                                               |                                                                                               | ЖХК «Украиночка» (Киев)                                                                       |
| В                                                                                             | Виктория Ткаченко                                                                             | 09.04.1998                                                                                    |                                                                                               |                                                                                               | ЖХК «Украиночка» (Киев)                                                                       |
| З                                                                                             | Марина Удовиченко                                                                             | 16.08.1964                                                                                    |                                                                                               |                                                                                               | ЖХК «Украиночка» (Киев)                                                                       |
| З                                                                                             | Наталья Романенко                                                                             | 11.09.1967                                                                                    |                                                                                               |                                                                                               | ЖХК «Украиночка» (Киев)                                                                       |
| З                                                                                             | Виктория Денисенко                                                                            | 18.02.1985                                                                                    |                                                                                               |                                                                                               | ЖХК «Днепровские Белки» (Днепропетровск)                                                      |
| З                                                                                             | Александра Сердюк                                                                             | 07.05.1995                                                                                    |                                                                                               |                                                                                               | ЖХК «Королевы Днепра» (Днепропетровск)                                                        |
| З                                                                                             | Виктория Ценова                                                                               | 16.10.1998                                                                                    |                                                                                               |                                                                                               | ЖХК «Днепровские Белки» (Днепропетровск)                                                      |
| З                                                                                             | Марина Кобчук                                                                                 | 15.01.1999                                                                                    |                                                                                               | 3                                                                                             | ЖХК «Украиночка» (Киев)                                                                       |
| З                                                                                             | Алёна Ветренко                                                                                | 12.07.1999                                                                                    |                                                                                               |                                                                                               | ЖХК «Королевы Днепра» (Днепропетровск)                                                        |
| З                                                                                             | Марина Криворучко                                                                             | 04.01.2000                                                                                    |                                                                                               |                                                                                               | ЖХК «Украиночка» (Киев)                                                                       |
| Н                                                                                             | Юлия Артемьева                                                                                | 15.11.1976                                                                                    |                                                                                               |                                                                                               | ЖХК «Украиночка» (Киев)                                                                       |
| Н                                                                                             | Ольга Евтехова                                                                                | 04.02.1977                                                                                    |                                                                                               |                                                                                               | ЖХК «Королевы Днепра» (Днепропетровск)                                                        |
| Н                                                                                             | Надежда Бобошко                                                                               | 14.09.1981                                                                                    |                                                                                               | 1                                                                                             | ЖХК «Украиночка» (Киев)                                                                       |
| Н                                                                                             | Татьяна Ткаченко                                                                              | 08.06.1981                                                                                    |                                                                                               |                                                                                               | ЖХК «Королевы Днепра» (Днепропетровск)                                                        |
| Н                                                                                             | Елена Ткачук                                                                                  | 02.11.1987                                                                                    | 4                                                                                             | 1                                                                                             | ЖХК «Королевы Днепра» (Днепропетровск)                                                        |
| Н                                                                                             | Мария Громова                                                                                 | 14.12.1996                                                                                    |                                                                                               |                                                                                               | ЖХК «Украиночка» (Киев)                                                                       |
| Н                                                                                             | Алика Гадлия                                                                                  | 05.12.1997                                                                                    |                                                                                               |                                                                                               | ЖХК «Днепровские Белки» (Днепропетровск)                                                      |
| Н                                                                                             | Элен Алипова                                                                                  | 18.12.1997                                                                                    |                                                                                               | 1                                                                                             | ЖХК «Украиночка» (Киев)                                                                       |
| Н                                                                                             | Элизабет Алипова                                                                              | 18.12.1997                                                                                    |                                                                                               | 1                                                                                             | ЖХК «Украиночка» (Киев)                                                                       |
| Н                                                                                             | Юлия Добровольская                                                                            | 30.03.1998                                                                                    |                                                                                               |                                                                                               | ЖХК «Украиночка» (Киев)                                                                       |
| Н                                                                                             | Татьяна Онищенко                                                                              | 12.10.1999                                                                                    | 6                                                                                             |                                                                                               | ЖХК «Украиночка» (Киев)                                                                       |
| Н                                                                                             | Дарья Цимиренко                                                                               | 19.03.2003                                                                                    | 2                                                                                             | 3                                                                                             | ЖХК «Королевы Днепра» (Днепропетровск)                                                        |

В рамках программы Международной федерации хоккея «2017 Global Girls’ Game» были сформированы две сборные клубов, состоящие исключительно из украинских хоккеисток, участниц национального чемпионата. По финансовым причинам не смогли приехать представительницы Харькова. 20 февраля 2017 года на льду броварской арены «Терминал» между ними был проведён товарищеский матч. А уже летом сборная клубов, под руководством тренера Евгения Алипова дебютировала в спаренном матче против сборной клубов Турции. Матчи прошли 29 и 30 июля 2017 года. В обоих матчах со счётом 7:1 и 5:1 соответственно победу праздновала украинская команда. Несмотря на кажущуюся разницу в классе, среди 14-ти приехавших в Киев турецких хоккеисток присутствовали пять участниц чемпионатов мира во II дивизионе — вратарь Dadasoglu Kubra и нападающие Demirkol Basak, Kutluca Suheda, Tunali Merve и Yilmaz Selin. Последняя стала автором шайбы в первой встрече и голевой передачи во второй. С двумя из них украинкам довелось скрестить клюшки через 2,5 года на чемпионате мира 2020 года во II дивизионе в Акюрейри. В расширенном списке сборной Турции в 2020 году присутствовали также вратарь Dadasoglu Kubra и защитник Oztekin Teksin, также знакомые украинкам по киевской встрече сборных клубов.
На ежегодном конгрессе ИИХФ, который состоялся в мае 2018 года во время чемпионата мира было объявлено, что в квалификации второго дивизиона чемпионата мира 2019 года среди женских команд будет играть сборная Украины. В мае 2018 года на заседании исполкома ФХУ, посвящённого итогам выступлений национальных команд всех уровней на чемпионатах мира, было принято решение о создании женской сборной команды. 14 августа очередной исполком назначил главным тренером команды Вадима Радченко.

## Выступления

### Чемпионаты мира
| Сборная Украины по хоккею с шайбой на чемпионатах мира | Сборная Украины по хоккею с шайбой на чемпионатах мира | Сборная Украины по хоккею с шайбой на чемпионатах мира | Сборная Украины по хоккею с шайбой на чемпионатах мира | Сборная Украины по хоккею с шайбой на чемпионатах мира | Сборная Украины по хоккею с шайбой на чемпионатах мира | Сборная Украины по хоккею с шайбой на чемпионатах мира | Сборная Украины по хоккею с шайбой на чемпионатах мира | Сборная Украины по хоккею с шайбой на чемпионатах мира | Сборная Украины по хоккею с шайбой на чемпионатах мира | Сборная Украины по хоккею с шайбой на чемпионатах мира | Сборная Украины по хоккею с шайбой на чемпионатах мира | Сборная Украины по хоккею с шайбой на чемпионатах мира | Сборная Украины по хоккею с шайбой на чемпионатах мира | Сборная Украины по хоккею с шайбой на чемпионатах мира | Сборная Украины по хоккею с шайбой на чемпионатах мира | Сборная Украины по хоккею с шайбой на чемпионатах мира | Сборная Украины по хоккею с шайбой на чемпионатах мира |
| №                                                      | Год                                                    | Место                                                  | Дивизион                                               | Место                                                  | Локация                                                | Дата                                                   | И                                                      | В                                                      | ВО                                                     | ВБ                                                     | ПБ                                                     | ПО                                                     | П                                                      | ГЗ                                                     | ГП                                                     | ГР                                                     | Прим.                                                  |
| ------------------------------------------------------ | ------------------------------------------------------ | ------------------------------------------------------ | ------------------------------------------------------ | ------------------------------------------------------ | ------------------------------------------------------ | ------------------------------------------------------ | ------------------------------------------------------ | ------------------------------------------------------ | ------------------------------------------------------ | ------------------------------------------------------ | ------------------------------------------------------ | ------------------------------------------------------ | ------------------------------------------------------ | ------------------------------------------------------ | ------------------------------------------------------ | ------------------------------------------------------ | ------------------------------------------------------ |
| 1                                                      | 2019                                                   | 35-е                                                   | Дивизион IIB (квал.)                                   | 1-е                                                    | ЮАР: · Кейптаун                                        | 13.01 − 18.01                                          | 4                                                      | 4                                                      | 0                                                      | 0                                                      | 0                                                      | 0                                                      | 0                                                      | 17                                                     | 5                                                      | +12                                                    |                                                        |
| 2                                                      | 2020                                                   | 34-е                                                   | Дивизион IIB                                           | 6-е                                                    | Исландия: · Акюрейри                                   | 23.02 − 29.02                                          | 5                                                      | 0                                                      | 0                                                      | 0                                                      | 1                                                      | 1                                                      | 3                                                      | 7                                                      | 26                                                     | −19                                                    |                                                        |
| 3                                                      | 2021                                                   | —                                                      | Дивизион III                                           | —                                                      | Литва: · Каунас                                        | 15.03 − 21.03                                          | Турнир отменён из-за пандемии COVID-19                 | Турнир отменён из-за пандемии COVID-19                 | Турнир отменён из-за пандемии COVID-19                 | Турнир отменён из-за пандемии COVID-19                 | Турнир отменён из-за пандемии COVID-19                 | Турнир отменён из-за пандемии COVID-19                 | Турнир отменён из-за пандемии COVID-19                 | Турнир отменён из-за пандемии COVID-19                 | Турнир отменён из-за пандемии COVID-19                 | Турнир отменён из-за пандемии COVID-19                 | Турнир отменён из-за пандемии COVID-19                 |
| 4                                                      | 2023                                                   | 38-е                                                   | Дивизион IIIA                                          | 2-е                                                    | Румыния: · Брашов                                      | 03.04 − 09.04                                          | 4                                                      | 4                                                      | 0                                                      | 0                                                      | 0                                                      | 0                                                      | 0                                                      | 22                                                     | 6                                                      | +16                                                    |                                                        |
| 5                                                      | 2024                                                   |                                                        | Дивизион IIIA                                          | 1-е                                                    | Хорватия: · Загреб                                     | 11.03 − 17.03                                          | 4                                                      | 3                                                      | 1                                                      | 0                                                      | 0                                                      | 0                                                      | 1                                                      | 22                                                     | 7                                                      | +15                                                    |                                                        |
|                                                        |                                                        |                                                        |                                                        |                                                        |                                                        |                                                        |                                                        |                                                        |                                                        |                                                        |                                                        |                                                        |                                                        |                                                        |                                                        |                                                        |                                                        |

## Ближайшие и последние игры

#### Матчи сезона 2019/2020
| Матчи женской сборной Украины по хоккею с шайбой сезона 2019/2020 | Матчи женской сборной Украины по хоккею с шайбой сезона 2019/2020 | Матчи женской сборной Украины по хоккею с шайбой сезона 2019/2020 | Матчи женской сборной Украины по хоккею с шайбой сезона 2019/2020 | Матчи женской сборной Украины по хоккею с шайбой сезона 2019/2020 | Матчи женской сборной Украины по хоккею с шайбой сезона 2019/2020 | Матчи женской сборной Украины по хоккею с шайбой сезона 2019/2020 | Матчи женской сборной Украины по хоккею с шайбой сезона 2019/2020 | Матчи женской сборной Украины по хоккею с шайбой сезона 2019/2020 | Матчи женской сборной Украины по хоккею с шайбой сезона 2019/2020 |
| N                                                                 | №                                                                 | Дата                                                              | Соперник                                                          | Счёт                                                              | ОТ/Б                                                              | Дом./ Гост.                                                       | Место                                                             | Турнир                                                            | Прим.                                                             |
| ----------------------------------------------------------------- | ----------------------------------------------------------------- | ----------------------------------------------------------------- | ----------------------------------------------------------------- | ----------------------------------------------------------------- | ----------------------------------------------------------------- | ----------------------------------------------------------------- | ----------------------------------------------------------------- | ----------------------------------------------------------------- | ----------------------------------------------------------------- |
| 1                                                                 | 21                                                                | 23.02.2020                                                        | Турция                                                            | 2 : 3                                                             | ОТ                                                                | н.                                                                | Исландия, Акюрейри, «Ice Rink»                                    | Чемпионата мира. Дивизион II. Группа B                            |                                                                   |
| 2                                                                 | 22                                                                | 24.02.2020                                                        | Хорватия                                                          | 1 : 2                                                             | Б                                                                 | н.                                                                | Исландия, Акюрейри, «Ice Rink»                                    | Чемпионата мира. Дивизион II. Группа B                            |                                                                   |
| 3                                                                 | 23                                                                | 26.02.2020                                                        | Новая Зеландия                                                    | 3 : 5                                                             |                                                                   | н.                                                                | Исландия, Акюрейри, «Ice Rink»                                    | Чемпионата мира. Дивизион II. Группа B                            |                                                                   |
| 4                                                                 | 24                                                                | 28.02.2020                                                        | Австралия                                                         | 1 : 9                                                             |                                                                   | н.                                                                | Исландия, Акюрейри, «Ice Rink»                                    | Чемпионата мира. Дивизион II. Группа B                            |                                                                   |
| 5                                                                 | 25                                                                | 29.02.2020                                                        | Исландия                                                          | 0 : 7                                                             |                                                                   | г.                                                                | Исландия, Акюрейри, «Ice Rink»                                    | Чемпионата мира. Дивизион II. Группа B                            |                                                                   |
| Итого:                                                            | Итого:                                                            | Итого:                                                            | Итого:                                                            | 5 игр; +0 =0 −5; голы 7 : 25 (−18)                                | 5 игр; +0 =0 −5; голы 7 : 25 (−18)                                | 5 игр; +0 =0 −5; голы 7 : 25 (−18)                                | 5 игр; +0 =0 −5; голы 7 : 25 (−18)                                | 5 игр; +0 =0 −5; голы 7 : 25 (−18)                                | 5 игр; +0 =0 −5; голы 7 : 25 (−18)                                |

#### Матчи сезона 2020/2021
В сезоне 2020/2021 Министерством молодёжи и спорта Украины едиными календарными планами физкультурно-оздоровительных и спортивных мероприятий Украины на 2020 и 2021 года было предусмотрено участие игроков и тренеров женской сборной Украины в составе 26 игроков и 8 тренеров в следующих учебно-тренировочных сборах по специальной подготовке в рамках подготовки к чемпионату мира 2021 года:
- с 2 ноября по 8 ноября 2020 года
- с 6 февраля по 14 февраля 2021 года (УТЗ по специальной тактико-технической подготовке)
- с 3 марта по 14 марта 2021 года

16 ноября 2020 года на совещании руководства Федерации хоккея Украины было принято решение о возобновлении подготовки женской национальной сборной по хоккею с шайбой в рамках подготовки к чемпионату мира (Дивизион III) с 15 по 21 марта 2021 года в Каунасе. Тренировочные сборы в количестве 3-х были запланированы на декабрь 2020 года, январь/февраль и март 2021 года. 4 декабря 2020 года было принято решение об отмене всех учебно-тренировочных сборов 2020 года в связи с эпидемиологической ситуацией в стране.
| Матчи женской сборной Украины по хоккею с шайбой сезона 2020/2021 | Матчи женской сборной Украины по хоккею с шайбой сезона 2020/2021 | Матчи женской сборной Украины по хоккею с шайбой сезона 2020/2021 | Матчи женской сборной Украины по хоккею с шайбой сезона 2020/2021   | Матчи женской сборной Украины по хоккею с шайбой сезона 2020/2021 | Матчи женской сборной Украины по хоккею с шайбой сезона 2020/2021 | Матчи женской сборной Украины по хоккею с шайбой сезона 2020/2021 | Матчи женской сборной Украины по хоккею с шайбой сезона 2020/2021 | Матчи женской сборной Украины по хоккею с шайбой сезона 2020/2021 | Матчи женской сборной Украины по хоккею с шайбой сезона 2020/2021 |
| N                                                                 | №                                                                 | Дата                                                              | Соперник                                                            | Счёт                                                              | ОТ/Б                                                              | Дом./ Гост.                                                       | Место                                                             | Турнир                                                            | Прим.                                                             |
| ----------------------------------------------------------------- | ----------------------------------------------------------------- | ----------------------------------------------------------------- | ------------------------------------------------------------------- | ----------------------------------------------------------------- | ----------------------------------------------------------------- | ----------------------------------------------------------------- | ----------------------------------------------------------------- | ----------------------------------------------------------------- | ----------------------------------------------------------------- |
| 1                                                                 | 26                                                                | 15.03 − 21.03.2021                                                | Бельгия Румыния Болгария Литва Гонконг Эстония Босния и Герцеговина |                                                                   |                                                                   |                                                                   | Италия, Асиаго, «Pala Hodegart»                                   | Чемпионата мира. Дивизион III                                     | Турнир отменён из-за пандемии COVID-19                            |
| 2                                                                 | 27                                                                | 15.03 − 21.03.2021                                                | Бельгия Румыния Болгария Литва Гонконг Эстония Босния и Герцеговина |                                                                   |                                                                   |                                                                   | Италия, Асиаго, «Pala Hodegart»                                   | Чемпионата мира. Дивизион III                                     | Турнир отменён из-за пандемии COVID-19                            |
| 3                                                                 | 28                                                                | 15.03 − 21.03.2021                                                | Бельгия Румыния Болгария Литва Гонконг Эстония Босния и Герцеговина |                                                                   |                                                                   |                                                                   | Италия, Асиаго, «Pala Hodegart»                                   | Чемпионата мира. Дивизион III                                     | Турнир отменён из-за пандемии COVID-19                            |
| 4                                                                 | 29                                                                | 15.03 − 21.03.2021                                                | Бельгия Румыния Болгария Литва Гонконг Эстония Босния и Герцеговина |                                                                   |                                                                   |                                                                   | Италия, Асиаго, «Pala Hodegart»                                   | Чемпионата мира. Дивизион III                                     | Турнир отменён из-за пандемии COVID-19                            |
| 5                                                                 | 30                                                                | 15.03 − 21.03.2021                                                | Бельгия Румыния Болгария Литва Гонконг Эстония Босния и Герцеговина |                                                                   |                                                                   |                                                                   | Италия, Асиаго, «Pala Hodegart»                                   | Чемпионата мира. Дивизион III                                     | Турнир отменён из-за пандемии COVID-19                            |
| 6                                                                 | 31                                                                | 15.03 − 21.03.2021                                                | Бельгия Румыния Болгария Литва Гонконг Эстония Босния и Герцеговина |                                                                   |                                                                   |                                                                   | Италия, Асиаго, «Pala Hodegart»                                   | Чемпионата мира. Дивизион III                                     | Турнир отменён из-за пандемии COVID-19                            |
| 7                                                                 | 32                                                                | 15.03 − 21.03.2021                                                | Бельгия Румыния Болгария Литва Гонконг Эстония Босния и Герцеговина |                                                                   |                                                                   |                                                                   | Италия, Асиаго, «Pala Hodegart»                                   | Чемпионата мира. Дивизион III                                     | Турнир отменён из-за пандемии COVID-19                            |
| Итого:                                                            | Итого:                                                            | Итого:                                                            | Итого:                                                              | 7 игр; +0 =0 −0; голы 0 : 0 (−0)                                  | 7 игр; +0 =0 −0; голы 0 : 0 (−0)                                  | 7 игр; +0 =0 −0; голы 0 : 0 (−0)                                  | 7 игр; +0 =0 −0; голы 0 : 0 (−0)                                  | 7 игр; +0 =0 −0; голы 0 : 0 (−0)                                  | 7 игр; +0 =0 −0; голы 0 : 0 (−0)                                  |

## Состав
Состав женской сборной Украины по хоккею с шайбой на чемпионате мира 2020 года (Дивизион II. Группа B) в Акюрейри с 23 по 29 февраля 2020 года.
| Состав женской сборной Украины по хоккею с шайбой на чемпионат мира 2020 | Состав женской сборной Украины по хоккею с шайбой на чемпионат мира 2020 | Состав женской сборной Украины по хоккею с шайбой на чемпионат мира 2020 | Состав женской сборной Украины по хоккею с шайбой на чемпионат мира 2020 | Состав женской сборной Украины по хоккею с шайбой на чемпионат мира 2020 | Состав женской сборной Украины по хоккею с шайбой на чемпионат мира 2020 | Состав женской сборной Украины по хоккею с шайбой на чемпионат мира 2020 | Состав женской сборной Украины по хоккею с шайбой на чемпионат мира 2020 | Состав женской сборной Украины по хоккею с шайбой на чемпионат мира 2020 | Состав женской сборной Украины по хоккею с шайбой на чемпионат мира 2020 | Состав женской сборной Украины по хоккею с шайбой на чемпионат мира 2020 |
| №                                                                        | П                                                                        | Имя                                                                      | Дата рождения                                                            | Х                                                                        | Рост, см                                                                 | Вес, кг                                                                  | И                                                                        | Г                                                                        | О                                                                        | Клуб                                                                     |
| ------------------------------------------------------------------------ | ------------------------------------------------------------------------ | ------------------------------------------------------------------------ | ------------------------------------------------------------------------ | ------------------------------------------------------------------------ | ------------------------------------------------------------------------ | ------------------------------------------------------------------------ | ------------------------------------------------------------------------ | ------------------------------------------------------------------------ | ------------------------------------------------------------------------ | ------------------------------------------------------------------------ |
| 1                                                                        | В                                                                        | Наталья Козачук                                                          | 07.09.1997                                                               | Л                                                                        | 170                                                                      | 67                                                                       | 4                                                                        | −10                                                                      | 0                                                                        | ЖХК «Пантеры» (Харьков)                                                  |
| 2                                                                        | З                                                                        | Татьяна Чижова                                                           | 16.08.1995                                                               | Л                                                                        | 166                                                                      | 64                                                                       | 5                                                                        | 3                                                                        | 3                                                                        | ЖХК «СКИФ» (Нижний Новгород)                                             |
| 3                                                                        | З                                                                        | Анна Забарная                                                            | 15.03.1987                                                               | Л                                                                        | 172                                                                      | 68                                                                       | 5                                                                        | 0                                                                        | 0                                                                        | ЖХК «Украиночка» (Киев)                                                  |
| 5                                                                        | Н                                                                        | Анна Лесь                                                                | 21.11.1992                                                               | Л                                                                        | 161                                                                      | 53                                                                       | 5                                                                        | 0                                                                        | 0                                                                        | ЖХК «Пантеры» (Харьков)                                                  |
| 6                                                                        | З                                                                        | Надежда Макаренко                                                        | 25.11.1975                                                               | Л                                                                        | 164                                                                      | 60                                                                       | 5                                                                        | 0                                                                        | 0                                                                        | ЖХК «Пантеры» (Харьков)                                                  |
| 7                                                                        | Н                                                                        | Элизабет Алипова                                                         | 18.12.1997                                                               | Л                                                                        | 155                                                                      | 52                                                                       | 3                                                                        | 0                                                                        | 0                                                                        | ЖХК «Украиночка» (Киев)                                                  |
| 8                                                                        | З                                                                        | Мария Громова                                                            | 14.12.1996                                                               | Л                                                                        | 160                                                                      | 57                                                                       | 5                                                                        | 0                                                                        | 0                                                                        | ЖХК «Украиночка» (Киев)                                                  |
| 9                                                                        | Н                                                                        | Виктория Ценова                                                          | 16.10.1998                                                               | Л                                                                        | 162                                                                      | 53                                                                       | 5                                                                        | 0                                                                        | 0                                                                        | ЖХК «Пантеры» (Харьков)                                                  |
| 10                                                                       | Н                                                                        | Диана Ковтун                                                             | 14.04.1998                                                               | Л                                                                        | 170                                                                      | 64                                                                       | 4                                                                        | 2                                                                        | 2                                                                        | ЖХК «Пантеры» (Харьков)                                                  |
| 11                                                                       | Н                                                                        | Елена Ткачук                                                             | 02.11.1987                                                               | Л                                                                        | 164                                                                      | 57                                                                       | 4                                                                        | 0                                                                        | 0                                                                        | ЖХК «Королевы Днепра» (Днепр)                                            |
| 12                                                                       | З                                                                        | Елена Вансович                                                           | 22.12.1972                                                               | Л                                                                        | 166                                                                      | 59                                                                       | 5                                                                        | 0                                                                        | 0                                                                        | ЖХК «Пантеры» (Харьков)                                                  |
| 13                                                                       | З                                                                        | Марина Кобчук                                                            | 15.01.1999                                                               | Л                                                                        | 172                                                                      | 68                                                                       | 5                                                                        | 0                                                                        | 0                                                                        | ЖХК «Украиночка» (Киев)                                                  |
| 14                                                                       | Н                                                                        | Дарья Цимеренко                                                          | 19.03.2003                                                               | Л                                                                        | 168                                                                      | 57                                                                       | 5                                                                        | 1                                                                        | 1                                                                        | ЖХК «Королевы Днепра» (Днепр)                                            |
| 15                                                                       | Н                                                                        | Юлия Добровольская                                                       | 30.03.1998                                                               | Л                                                                        | 164                                                                      | 51                                                                       | 5                                                                        | 1                                                                        | 2                                                                        | ЖХК «Украиночка» (Киев)                                                  |
| 16                                                                       | Н                                                                        | Инна Козуб                                                               | 22.12.1972                                                               | Л                                                                        | 163                                                                      | 53                                                                       | 5                                                                        | 0                                                                        | 1                                                                        | ЖХК «Пантеры» (Харьков)                                                  |
| 17                                                                       | Н                                                                        | Татьяна Слащёва                                                          | 30.12.1973                                                               | П                                                                        | 165                                                                      | 60                                                                       | 5                                                                        | 0                                                                        | 0                                                                        | ЖХК «Пантеры» (Харьков)                                                  |
| 18                                                                       | З                                                                        | Татьяна Ткаченко                                                         | 08.06.1981                                                               | Л                                                                        | 170                                                                      | 64                                                                       | 5                                                                        | 0                                                                        | 0                                                                        | ЖХК «Королевы Днепра» (Днепр)                                            |
| 19                                                                       | Н                                                                        | Элен Алипова                                                             | 18.12.1997                                                               | Л                                                                        | 155                                                                      | 52                                                                       | 5                                                                        | 0                                                                        | 0                                                                        | ЖХК «Украиночка» (Киев)                                                  |
| 21                                                                       | З                                                                        | Виктория Лаломова                                                        | 10.06.1993                                                               | Л                                                                        | 170                                                                      | 58                                                                       | 4                                                                        | 0                                                                        | 0                                                                        | ЖХК «Королевы Днепра» (Днепр)                                            |
| 23                                                                       | З                                                                        | Ангелина Майфельд                                                        | 26.09.2003                                                               | П                                                                        | 161                                                                      | 61                                                                       | 5                                                                        | 0                                                                        | 0                                                                        | ЖХК «Украиночка» (Киев)                                                  |
| 24                                                                       | Н                                                                        | Владислава Скащук                                                        | 08.03.1992                                                               | Л                                                                        | 165                                                                      | 55                                                                       | 5                                                                        | 0                                                                        | 1                                                                        | ЖХК «Пантеры» (Харьков)                                                  |
| 25                                                                       | В                                                                        | Виктория Ткаченко                                                        | 09.04.1998                                                               | Л                                                                        | 175                                                                      | 67                                                                       | 3                                                                        | −15                                                                      | 0                                                                        | ЖХК «Украиночка» (Киев)                                                  |

Список игроков женской сборной Украины по хоккею с шайбой, вызванных на учебно-тренировочный сбор в ТРЦ «Терминал» (Бровары, Киевская область) с 4 по 10 апреля 2021 года
|  | Н | Элен Алипова         | 18.12.1997 | Л | 155 | 52  | 9 | 0 | 0 | ЖХК «Украиночка» (Киев)         |
|  | Н | Элизабет Алипова     | 18.12.1997 | Л | 155 | 52  | 7 | 0 | 0 | ЖХК «Украиночка» (Киев)         |
|  | З | Екатерина Андрущенко | 16.02.2000 |   |     |     | — | — | — | ЖХК «Украиночка» (Киев)         |
|  | В | Ирина Бедокурова     | 27.06.1982 | П | 58  | 177 | — | — | — | ЖХК «Автомобилист» (Киев)       |
|  | Н | София Благая         | 03.01.2005 |   |     |     | — | — | — | ЖХК «Украиночка» (Киев)         |
|  | З | Мария Громова        | 14.12.1996 | Л | 160 | 57  | 9 | 0 | 0 | ЖХК «Украиночка» (Киев)         |
|  | З | Виктория Денисенко   | 18.02.1985 | Л | 174 | 62  | 0 | 0 | 0 | ЖХК «Украиночка» (Киев)         |
|  | Н | Юлия Добровольская   | 30.03.1998 | Л | 164 | 51  | 9 | 3 | 6 | ЖХК «Украиночка» (Киев)         |
|  | Н | Кристина Загрекова   | 05.08.2005 |   |     |     | — | — | — | ЖХК «Украиночка» (Киев)         |
|  | З | София Зеленская      | 14.03.2006 |   |     |     | — | — | — | ЖХК «Пантеры» (Харьков)         |
|  | Н | Варвара Измайлова    | 14.08.2006 |   |     |     | — | — | — | ЖХК «Пантеры» (Харьков)         |
|  | З | Марина Кобчук        | 15.01.1999 | Л | 172 | 68  | 9 | 0 | 0 | ЖХК «Украиночка» (Киев)         |
|  | З | Марина Криворучко    | 04.01.2000 | Л | 157 | 58  | 0 | 0 | 0 | ЖХК «Украиночка» (Киев)         |
|  | Н | Анна Лесь            | 21.11.1992 | Л | 161 | 53  | 5 | 0 | 0 | ЖХК «Пантеры» (Харьков)         |
|  | З | Полина Лубинец       | 25.02.2005 | Л | 165 | 57  | — | — | — | ЖХК «Украиночка» (Киев)         |
|  | З | Ангелина Майфельд    | 26.09.2003 | П | 161 | 61  | 5 | 0 | 0 | ЖХК «Украиночка» (Киев)         |
|  | Н | Антонина Роганова    | 13.09.2006 | П | 45  | 152 | — | — | — | ЖХК «Украиночка» (Киев)         |
|  | Н | Дарина Рожок         | 25.09.2005 | Л | 37  | 148 | — | — | — | ЖХК «Пантеры» (Харьков)         |
|  | З | Владлена Тарасова    | 27.06.1996 | Л | 160 | 63  | 4 | 0 | 2 | ЖХК «Пантеры» (Харьков)         |
|  | З | Татьяна Ткаченко     | 08.06.1981 | Л | 170 | 64  | 9 | 0 | 0 | ЖХК «Украиночка» (Киев)         |
|  | В | Анна Харьковская     | 12.09.2006 |   |     |     | — | — | — | ЖХК «Пантеры» (Харьков)         |
|  | Н | Виктория Ценова      | 16.10.1998 | Л | 162 | 53  | 7 | 0 | 0 | ЖХК «Днепровские Белки» (Днепр) |

Список кандидатов в состав женской сборной Украины по хоккею с шайбой на сезон 2020/2021
| Список кандидатов в состав женской сборной Украины по хоккею с шайбой на сезон 2020/2021 | Список кандидатов в состав женской сборной Украины по хоккею с шайбой на сезон 2020/2021 | Список кандидатов в состав женской сборной Украины по хоккею с шайбой на сезон 2020/2021 | Список кандидатов в состав женской сборной Украины по хоккею с шайбой на сезон 2020/2021 | Список кандидатов в состав женской сборной Украины по хоккею с шайбой на сезон 2020/2021 | Список кандидатов в состав женской сборной Украины по хоккею с шайбой на сезон 2020/2021 | Список кандидатов в состав женской сборной Украины по хоккею с шайбой на сезон 2020/2021 | Список кандидатов в состав женской сборной Украины по хоккею с шайбой на сезон 2020/2021 | Список кандидатов в состав женской сборной Украины по хоккею с шайбой на сезон 2020/2021 | Список кандидатов в состав женской сборной Украины по хоккею с шайбой на сезон 2020/2021 | Список кандидатов в состав женской сборной Украины по хоккею с шайбой на сезон 2020/2021 |
| №                                                                                        | П                                                                                        | Имя                                                                                      | Дата рождения                                                                            | Х                                                                                        | Рост, см                                                                                 | Вес, кг                                                                                  | И                                                                                        | Г                                                                                        | О                                                                                        | Клуб                                                                                     |
| ---------------------------------------------------------------------------------------- | ---------------------------------------------------------------------------------------- | ---------------------------------------------------------------------------------------- | ---------------------------------------------------------------------------------------- | ---------------------------------------------------------------------------------------- | ---------------------------------------------------------------------------------------- | ---------------------------------------------------------------------------------------- | ---------------------------------------------------------------------------------------- | ---------------------------------------------------------------------------------------- | ---------------------------------------------------------------------------------------- | ---------------------------------------------------------------------------------------- |
|                                                                                          | Н                                                                                        | Кристина Андрух                                                                          | 17.05.1992                                                                               | Л                                                                                        | 167                                                                                      | 60                                                                                       | 0                                                                                        | 0                                                                                        | 0                                                                                        | ЖХК «Королевы Днепра» (Днепр)                                                            |
|                                                                                          | З                                                                                        | Виктория Бойко                                                                           | 08.10.1983                                                                               | Л                                                                                        | 170                                                                                      | 62                                                                                       | 0                                                                                        | 0                                                                                        | 0                                                                                        | ЖХК «Днепровские Белки» (Днепр)                                                          |
|                                                                                          | Н                                                                                        | Юлия Вульфсон                                                                            | 16.11.1995                                                                               | Л                                                                                        | 166                                                                                      | 54                                                                                       | —                                                                                        | —                                                                                        | —                                                                                        | ЖХК «Королевы Днепра» (Днепр)                                                            |
|                                                                                          | Н                                                                                        | Алика Гадлия                                                                             | 05.12.1997                                                                               | Л                                                                                        | 160                                                                                      | 58                                                                                       | 3                                                                                        | 0                                                                                        | 2                                                                                        | ЖХК «Украиночка» (Киев)                                                                  |
|                                                                                          | Н                                                                                        | Ярина Жданова                                                                            | 29.04.1998                                                                               |                                                                                          |                                                                                          |                                                                                          | —                                                                                        | —                                                                                        | —                                                                                        | ЖХК «Украиночка» (Киев)                                                                  |
|                                                                                          | Н                                                                                        | Юлия Жизневская                                                                          | 15.12.2005                                                                               |                                                                                          |                                                                                          |                                                                                          | —                                                                                        | —                                                                                        | —                                                                                        | ЖХК «Автомобилист» (Киев)                                                                |
|                                                                                          | З                                                                                        | Анна Забарная                                                                            | 15.03.1987                                                                               | Л                                                                                        | 172                                                                                      | 68                                                                                       | 5                                                                                        | 0                                                                                        | 0                                                                                        | ЖХК «Украиночка» (Киев)                                                                  |
|                                                                                          | В                                                                                        | Ирина Заиченко                                                                           | 29.09.2000                                                                               | Л                                                                                        | 171                                                                                      | 78                                                                                       | 1                                                                                        | 0                                                                                        | 0                                                                                        | ЖХК «Украиночка» (Киев)                                                                  |
|                                                                                          | З                                                                                        | Татьяна Кириченко                                                                        | 16.08.1995                                                                               | Л                                                                                        | 58                                                                                       | 166                                                                                      | —                                                                                        | —                                                                                        | —                                                                                        | ЖХК «Пантеры» (Харьков)                                                                  |
|                                                                                          | Н                                                                                        | Диана Ковтун                                                                             | 14.04.1998                                                                               | Л                                                                                        | 170                                                                                      | 64                                                                                       | 8                                                                                        | 4                                                                                        | 4                                                                                        | «Buz Korsanları» SK (Стамбул)                                                            |
|                                                                                          | В                                                                                        | Наталья Козачук                                                                          | 07.09.1997                                                                               | Л                                                                                        | 170                                                                                      | 67                                                                                       | 4                                                                                        | −10                                                                                      | 0                                                                                        | ЖХК «Пантеры» (Харьков)                                                                  |
|                                                                                          | Н                                                                                        | Валерия Манчак                                                                           | 17.03.1997                                                                               | Л                                                                                        | 167                                                                                      | 53                                                                                       | —                                                                                        | —                                                                                        | —                                                                                        | «Liberty University Lady Flames» (Линчберг)                                              |
|                                                                                          | Н                                                                                        | Елизавета Рябкина                                                                        | 04.07.1987                                                                               | П                                                                                        | 173                                                                                      | 70                                                                                       | 4                                                                                        | 2                                                                                        | 8                                                                                        | без клуба                                                                                |
|                                                                                          | Н                                                                                        | Екатерина Середенко                                                                      | 17.02.1990                                                                               | П                                                                                        | 172                                                                                      | 69                                                                                       | 0                                                                                        | 0                                                                                        | 0                                                                                        | ЖХК «Пантеры» (Харьков)                                                                  |
|                                                                                          | Н                                                                                        | Владислава Скащук                                                                        | 08.03.1992                                                                               | Л                                                                                        | 165                                                                                      | 55                                                                                       | 9                                                                                        | 4                                                                                        | 8                                                                                        | ЖХК «Пантеры» (Харьков)                                                                  |
|                                                                                          | Н                                                                                        | Полина Телегина                                                                          | 17.07.2003                                                                               | Л                                                                                        | 170                                                                                      | 47                                                                                       | 0                                                                                        | 0                                                                                        | 0                                                                                        | «Narmanspor» (Нарман)                                                                    |
|                                                                                          | В                                                                                        | Виктория Ткаченко                                                                        | 09.04.1998                                                                               | Л                                                                                        | 175                                                                                      | 67                                                                                       | 7                                                                                        | −20                                                                                      | 0                                                                                        | ЖХК «Пантеры» (Харьков)                                                                  |
|                                                                                          | Н                                                                                        | Елена Ткачук                                                                             | 02.11.1987                                                                               | Л                                                                                        | 164                                                                                      | 57                                                                                       | 8                                                                                        | 3                                                                                        | 6                                                                                        | «Buz Adamlar» GSK (Стамбул)                                                              |
|                                                                                          | Н                                                                                        | Дарья Цимеренко                                                                          | 19.03.2003                                                                               | Л                                                                                        | 168                                                                                      | 57                                                                                       | 8                                                                                        | 3                                                                                        | 5                                                                                        | «Södertälje» SK (Сёдертелье)                                                             |

Расширенный список кандидатов в состав женской сборной Украины по хоккею с шайбой на сезон 2020/2021
| Расширенный список кандидатов в состав женской сборной Украины по хоккею с шайбой на сезон 2020/2021 | Расширенный список кандидатов в состав женской сборной Украины по хоккею с шайбой на сезон 2020/2021 | Расширенный список кандидатов в состав женской сборной Украины по хоккею с шайбой на сезон 2020/2021 | Расширенный список кандидатов в состав женской сборной Украины по хоккею с шайбой на сезон 2020/2021 | Расширенный список кандидатов в состав женской сборной Украины по хоккею с шайбой на сезон 2020/2021 | Расширенный список кандидатов в состав женской сборной Украины по хоккею с шайбой на сезон 2020/2021 | Расширенный список кандидатов в состав женской сборной Украины по хоккею с шайбой на сезон 2020/2021 | Расширенный список кандидатов в состав женской сборной Украины по хоккею с шайбой на сезон 2020/2021 | Расширенный список кандидатов в состав женской сборной Украины по хоккею с шайбой на сезон 2020/2021 | Расширенный список кандидатов в состав женской сборной Украины по хоккею с шайбой на сезон 2020/2021 | Расширенный список кандидатов в состав женской сборной Украины по хоккею с шайбой на сезон 2020/2021 |
| № | П | Имя                                                                                                  | Дата рождения                                                                                        | Х | Рост, см                                                                                             | Вес, кг                                                                                              | И | Г | О | Клуб                                                                                                 |
| --- | --- | --- | --- | --- | --- | --- | --- | --- | --- | --- |
| | Н | Надежда Бобошко                                                                                      | 14.09.1981                                                                                           | П | 170                                                                                                  | 64                                                                                                   | 0 | 0 | 0 | ЖХК «Украиночка» (Киев)                                                                              |
| | Н | Мария Будко                                                                                          | 19.05.2004                                                                                           | Л | 174                                                                                                  | 53                                                                                                   | — | — | — | ЖХК «Днепровские Белки» (Днепр)                                                                      |
| | З | Елена Вансович                                                                                       | 22.12.1972                                                                                           | Л | 166                                                                                                  | 59                                                                                                   | 9 | 0 | 2 | ЖХК «Пантеры» (Харьков)                                                                              |
| | Н | Юлия Вергилес                                                                                        | 27.06.1988                                                                                           | П | 168                                                                                                  | 68                                                                                                   | — | — | — | ЖХК «Украиночка» (Киев)                                                                              |
| | Н | Оксана Вовкодав                                                                                      | 25.09.1988                                                                                           | П | 165                                                                                                  | 55                                                                                                   | — | — | — | ЖХК «Лавина» (Кременчуг)                                                                             |
| | Н | Ольга Евтехова                                                                                       | 04.02.1977                                                                                           | Л | 167                                                                                                  | 60                                                                                                   | — | — | — | ЖХК «Королевы Днепра» (Днепр)                                                                        |
| | Н | Ольга Иевлева                                                                                        | 16.04.1975                                                                                           | П | 158                                                                                                  | 65                                                                                                   | 0 | 0 | 0 | ЖХК «Пантеры» (Харьков)                                                                              |
| | Н | Инна Козуб                                                                                           | 22.12.1972                                                                                           | Л | 163                                                                                                  | 53                                                                                                   | 9 | 1 | 3 | ЖХК «Пантеры» (Харьков)                                                                              |
| | З | Виктория Лаломова                                                                                    | 10.06.1993                                                                                           | Л | 170                                                                                                  | 58                                                                                                   | 4 | 0 | 0 | ЖХК «Королевы Днепра» (Днепр)                                                                        |
| | З | Надежда Макаренко                                                                                    | 25.11.1975                                                                                           | Л | 164                                                                                                  | 60                                                                                                   | 9 | 1 | 1 | ЖХК «Пантеры» (Харьков)                                                                              |
| | Н | Татьяна Слащёва                                                                                      | 30.12.1973                                                                                           | П | 165                                                                                                  | 60                                                                                                   | 9 | 0 | 1 | ЖХК «Пантеры» (Харьков)                                                                              |
| | З | Татьяна Чижова                                                                                       | 16.08.1995                                                                                           | Л | 166                                                                                                  | 64                                                                                                   | 5 | 3 | 3 | без клуба                                                                                            |

## Тренеры
| 1992 | — | 1993 | Михаил Воробьёв     |
| 1994 | — | 1995 | Дмитрий Думаревский |
| 2018 | — | 2020 | Вадим Радченко      |
| 2020 | — | н.в. | Евгений Алипов      |